# Csulim (Csulimi járás)
Csulim (oroszul: Чулым) város Oroszország ázsiai részén, a Novoszibirszki területen, a Csulimi járás székhelye. 1947 óta város.
Népessége: 11 568 fő (a 2010. évi népszámláláskor).

## Elhelyezkedése
A Baraba-alföld keleti részén, a Kis-Csani-tóba ömlő Csulim partján, Novoszibirszktől 131 km-re nyugatra helyezkedik el. Vasútállomás a Transzszibériai vasútvonal Omszk–Novoszibirszk közötti  szakaszán. A város mellett vezet az R254-es főút (oroszul: ).

## Története
A település elődjét, Romanovszkoje falut 1762-ben alapították. Vasútállomása helyén 1898-ban először csak egy kitérő-megállót létesítettek. A falu 1924-ben lett járási székhely, 1933-ban kapta mai nevét, 1947-ben város lett.

## Népessége
| Lakosok száma | 18 161 | 13 045 | 13 900 | 13 600 | 12 100 | 12 036 | 11 381 | 11 330 | 11 216 | 11 034 |
|               | 1959   | 1979   | 1996   | 2001   | 2005   | 2009   | 2012   | 2015   | 2018   | 2021   |